# 福居伸宏
福居 伸宏（ふくい のぶひろ、1972年 - ）は、日本の写真家。徳島県鳴門市生まれ。
都市の夜景写真を撮り続けているほか、映像作品などをいくつか制作。

## 来歴
2004年から1年間、写真家・金村修ワークショップに参加。
2000年代には、いわゆるweb写真の分野で活動。
2008年には、パリ・フォト（Paris Photo）において、BMW Paris Photo Prizeの審査員特別賞を受賞。同年以降、小山藝術計画で数度の発表。
2011年より、写真・映像等の表現を中心とするワークショップ「291 workshop」を主宰。
これまでの個展に、「B'」（Parzelle403、バーゼル）、「undercurrent」（TKG Editions京都、京都）、「Asterism」（小山藝術計画、東京）ほか。
主なグループ展に、「Concrete - Photography and Architecture」（Fotomuseum Wintertur、チューリッヒ、スイス）、「JAPON」 （メイマック現代アートセンター、メイマック、フランス）、「NO MANS LAND 創造と破壊＠フランス大使館 最初で最後の一般公開」（在日フランス大使館、東京）、「東京画-ささやかなワタシのニチジョウのフーケイ」（TWS shibuya、東京）ほか。